# Margon, Eure-et-Loir
Margon är en kommun i departementet Eure-et-Loir i regionen Centre-Val de Loire strax norr om centrala Frankrike. Kommunen ligger i kantonen Nogent-le-Rotrou som tillhör arrondissementet Nogent-le-Rotrou. År 2018 hade Margon 1 165 invånare.

## Befolkningsutveckling
Antalet invånare i kommunen Margon
Referens:INSEE